# Brachythecium dieckei
Brachythecium dieckei là một loài Rêu trong họ Brachytheciaceae. Loài này được Roll mô tả khoa học đầu tiên năm 1897.